# 取り扱い
| ウィキペディアには「取り扱い」という見出しの百科事典記事はありません（タイトルに「取り扱い」を含むページの一覧/「取り扱い」で始まるページの一覧）。 代わりにウィクショナリーのページ「とりあつかい」が役に立つかもしれません。 |